# ARIA Charts
ARIA Charts — главный австралийский хит-парад музыкальных альбомов и песен, публикуемый Австралийской ассоциацией звукозаписывающих компаний. Был основан 10 июля 1983 года, в 1988 году после поглощения Kent Music Report стал официальным чартом Австралии, отметившим в 2013 году своё 30-летие.
Наибольшее число альбомов, возглавлявших Австралийский чарт принадлежит ирландской группе U2, их у неё 11, начиная с первого, поднявшегося в 1984 году на первое место диска The Unforgettable Fire. Первое место по числу синглов, возглавлявших хит-парад лучших песен, занимает Madonna - 11 чарттопперов, за ней следуют Рианна и Kylie Minogue — у обеих по 10.

## Хит-парады
ARIA Charts включает в себя несколько категорий:
- Weekly Top 100 highest selling music
- Weekly Top 100 highest selling music albums
- Weekly Top 40 highest selling music DVDs
- Weekly Top 50 highest selling physical singles
- Weekly Top 50 highest selling physical albums
- Weekly Top 40 highest selling digital tracks
- Weekly Top 40 highest selling «urban» releases
- Weekly Top 20 highest selling dance releases
- Weekly Top 20 highest selling country releases
- Weekly Top 50 highest DJ spins by registered DJs
- Yearly Top 100 End of Year charts profiling the year in music

## Сертификация ARIA
| Альбомы и синглы | Альбомы и синглы | Музыкальные DVD | Музыкальные DVD |
| ---------------- | ---------------- | --------------- | --------------- |
| Золотой диск     | Платиновый диск  | Золотой диск    | Платиновый диск |
| 35,000           | 70,000           | 7,500           | 15,000          |